# Pomieranje (przystanek kolejowy)
Pomieranje (ros. Померанье) – przystanek kolejowy w miejscowości Pomieranje, w rejonie tośnieńskim, w obwodzie leningradzkim, w Rosji. Położony jest na linii Petersburg - Moskwa.

## Historia
Przystanek powstał w czasach carskich na Kolei Mikołajewskiej, pomiędzy stacją Lubań i przystankiem Babino.

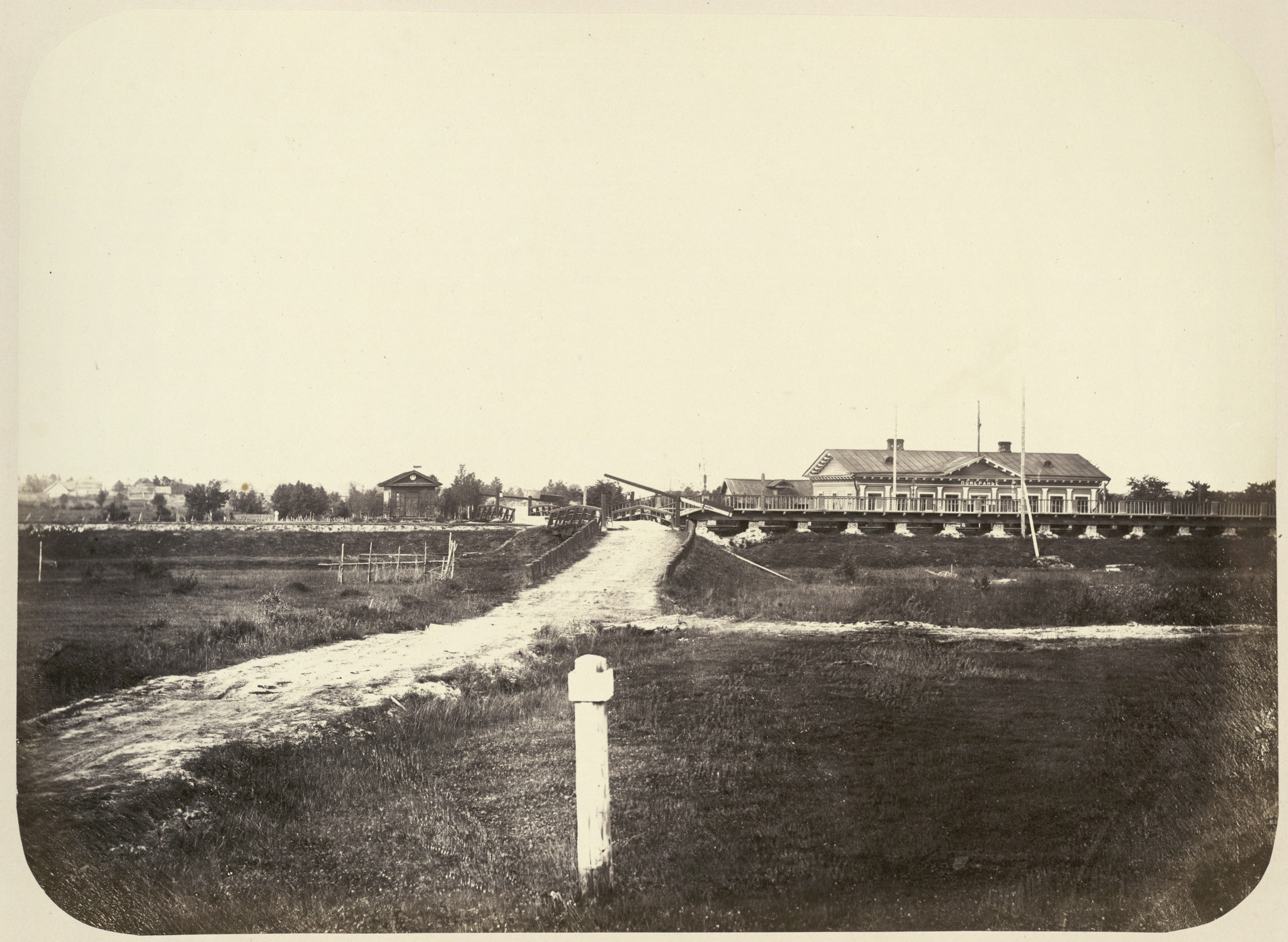
przystanek w latach 60. XIX w.